# Жёлтый Кёльнский собор
«Жёлтый Кёльнский собо́р» (нем. Gelber Dom) — филателистическое название запланированной, но не выпущенной в первоначальном виде стандартной почтовой марки послевоенной Германии номиналом в 5 пфеннигов с изображением Кёльнского собора (1948).

## История и описание
С 1 сентября 1948 года в английской и американской оккупационных зонах Германии выпускалась новая серия почтовых марок на архитектурную тему с пятью чередующимися от номинала к номиналу сюжетами-символами германских городов:
- ратуши Рёмер во Франкфурте-на-Майне — 2, 8, 15, 16, 20 пфеннигов;
- собора святой Богородицы (Фрауэнкирхе) в Мюнхене — 4, 6, 8, 15, 30, 50, 84 пфеннига;
- Кёльнского кафедрального собора — 5, 10, 25, 40, 60, 90 пфеннигов;
- Бранденбургских ворот в Берлине — 20, 24, 30, 50, 80 пфеннигов;
- Голштинских (западных) ворот Любека — 1, 2, 3 и 5 немецких марок.

Серия имеет ряд разновидностей, главными из которых являются два размера марок (высокие номиналы с Голштинскими воротами увеличены), четыре вида водяных знаков (различаются положением буквы «D») и два вида перфорации, линейная и гребенчатая, с разновидностями по количеству зубцов — 11, 11½:11, 11:11½ и 14. Кроме того, для многих номиналов существуют беззубцовые варианты.
Наименьшим номиналом с изображением Кёльнского собора в этой серии была 5-пфенниговая марка жёлтого цвета, предназначавшаяся для использования в качестве доплаты при авиапочтовой доставке.
Однако позже цвет этой марки был изменён на синий (Mi #75; Sc #636), а уже напечатанные марки жёлтого цвета, за исключением нескольких экземпляров, были уничтожены. Причиной изменения цвета марки стало требование Всемирного почтового союза к авиапочтовым знакам оплаты того времени — они должны были быть синими. Помимо 5-пфеннигового номинала, сюжет «Кёльнский собор» присутствует на марках достоинством в 10 (зелёная), 25 (киноварь), 40 (розово-сиреневая), 60 (фиолетово-коричневая) и 90 (розово-сиреневая).

## Филателистическая редкость
В настоящее время известно о существовании одного листа из 100 (10 × 10) жёлтых марок и трёх отдельных марок. Последние выставлялись на продажу на трёх аукционах. Оценочная стоимость одиночного экземпляра по каталогу «Михель» — €11 000.
Впервые полностью сохранившийся лист из 100 жёлтых 5-пфенниговых марок был показан на Кёльнской выставке «Philatelia und MünzExpo», которая проходила с 20 по 22 сентября 2007 года; этот лист предоставил Архив филателии (Archiv für Philatelie) при Эндаументе музеев почты и телекоммуникаций в Бонне. Известно, что лист застрахован на один миллион евро и продолжает храниться в боннском архиве.
Другие почтовые марки с Кёльнским собором различных номиналов, поступавшие в продажу в конце 1940-х — начале 1950-х годов, ныне оцениваются намного дешевле своей не увидевшей свет жёлтой «сестры» — от 20 центов до 22,5 долларов за гашёные марки и от 20 центов до 65 долларов США за чистые, в зависимости от номинала и разновидности.

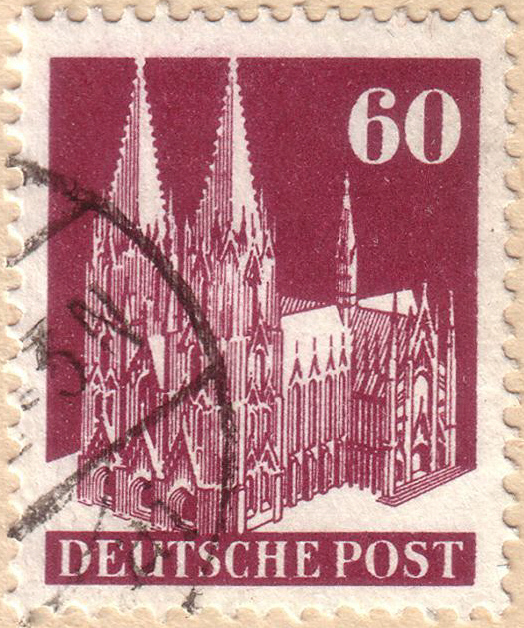
Марка той же серии и того же сюжета, номиналом в 60 пфеннигов (Sc #654)
Демонстрация листа из ста невыпущенных жёлтых марок на Кёльнской выставке (2007)